# Sanggaran Agung
Sanggaran Agung is een bestuurslaag in het regentschap Kerinci van de provincie Jambi, Indonesië. Sanggaran Agung telt 1263 inwoners (volkstelling 2010).